# Mokroús
Mokroús (en rus: Мокроус) és un poble (un possiólok) de l'óblast de Saràtov, a Rússia, segons el cens del 2021 tenia 5.906 habitants. És la seu administrativa del districte de Fiódorovski.